# Długołęka
Długołęka (in tedesco Langewiese) è un comune rurale polacco del distretto di Breslavia, nel voivodato della Bassa Slesia.
Ricopre una superficie di 212,41 km² e nel 2007 contava 21 383 abitanti.

## Amministrazione

### Gemellaggi
La città di Dlugoleka è gemellata dal 2009 con la città di  Fossano, situata in provincia di Cuneo.